# 红统府治县
14°34′41″N 100°26′38″E / 14.57815°N 100.44393°E
红统府治县（發音：[mɯ̄a̯ŋ ʔàːŋ tʰɔ̄ːŋ]）是泰国中部红统府的府治所在。面积102.8平方千米。2007年人口55974。海拔9米。下分14个区、81个村。